# Песни бардов
«Песни бардов» — двойной сольный альбом Бориса Гребенщикова, выпущенный 31 декабря 2022 года.

## Об альбоме
Борис Гребенщиков записывал этот альбом на протяжении около десяти или двенадцати лет. Это не первый альбом БГ, посвященый бардовской музыке — в 1999 году он выпустил альбом «Борис Гребенщиков поёт песни Булата Окуджавы».

## Песни
Альбом состоит из 24-х каверов на песни Окуджавы, Галича, Высоцкого, Клячкина, Визбора и других советских бардов 1950—1960-х годов, «золотого века» бардовской песни.
| №   | Название                             | Автор(ы)                    | Длительность |
| --- | ------------------------------------ | --------------------------- | ------------ |
| 1.  | «Элегия»                             | А. Городницкий / Е. Клячкин | 2:00         |
| 2.  | «Примета»                            | Б. Окуджава                 | 1:47         |
| 3.  | «Песенка о солдатских сапогах»       | Б. Окуджава                 | 1:42         |
| 4.  | «Неистов и упрям»                    | Б. Окуджава                 | 1:10         |
| 5.  | «Город»                              | Ю. Кукин                    | 1:42         |
| 6.  | «Ночной разговор»                    | Б. Окуджава                 | 1:51         |
| 7.  | «Прощание с родиной»                 | Е. Клячкин                  | 2:01         |
| 8.  | «Романс князя Мышкина»               | И. Бродский / Е. Клячкин    | 1:37         |
| 9.  | «Средь шумных расставаний городских» | И. Бродский/ Е. Клячкин     | 1:49         |
| 10. | «Псков»                              | Е. Клячкин                  | 2:05         |
| 11. | «Песня о времени»                    | Б. Окуджава                 | 1:35         |
| 12. | «Романс черта»                       | И. Бродский / Е. Клячкин    | 2:36         |
| 13. | «Прощание с новогодней елкой»        | Б. Окуджава                 | 3:58         |

| №   | Название                                          | Автор(ы)                | Длительность |
| --- | ------------------------------------------------- | ----------------------- | ------------ |
| 1.  | «Над синей улицей портовой»                       | Б. Окуджава             | 1:57         |
| 2.  | «Грустная песенка о городских влюблённых»         | Е. Клячкин              | 2:34         |
| 3.  | «По ночной Москве идет девчонка»                  | Е. Клячкин              | 1:43         |
| 4.  | «Романс (Ах, улыбнись)»                           | И.Бродский / Е.Клячкин  | 2:56         |
| 5.  | «Вставайте Граф»                                  | Ю. Визбор               | 2:03         |
| 6.  | «Фишка #2»                                        | Е. Клячкин              | 1:22         |
| 7.  | «Про маляров, истопника и теорию относительности» | А. Галич                | 3:29         |
| 8.  | «Слава героям»                                    | Г. Шпаликов / А.Галич   | 1:00         |
| 9.  | «Она сказала: «Не люблю»»                         | И. Шевцов / В. Высоцкий | 0:41         |
| 10. | «Лесной вальс»                                    | Б. Окуджава             | 3:22         |
| 11. | «Мокрый вальс»                                    | Е. Клячкин              | 2:14         |

## Авторы оригинальных песен
- Булат Окуджава (1924—1997)
- Александр Галич (1918—1977)
- Юрий Визбор (1934—1984)
- Юрий Кукин (1932—2011)
- Александр Городницкий (род. 1933)
- Евгений Клячкин (1934—1994)
- Владимир Высоцкий (1938—1980).